# Gesploos vliesje
Het gesploos vliesje (Athelia decipiens) is een schimmel behorend tot de familie Atheliaceae. Het leeft saprotroof op strooisel, twijgen, takken en stammen van loof- en naaldhout. Bekende substraten zijn onder andere de fijnspar (Picea abies), gewone zilverspar (Abies alba) en steeneik (Quercus ilex). De soort komt voor in zowel droge als vochtige bossen.

## Kenmerken

### Uiterlijke kenmerken
Het gesploos vliesje vormt, zoals alle soorten uit het geslacht Athelia, witachtige, dunne vruchtlichamen met een glad hymenium en onopvallende tot webachtige randen. Ze zijn resupinaat, d.w.z. liggen direct op de ondergrond, en kunnen er gemakkelijk van worden losgemaakt.

### Microscopische kenmerken
Het gesploos vliesje heeft een monomitisch hyfensysteem die typerend is voor weefselmembranen, dat wil zeggen, het heeft alleen generatieve hyfen die dienen voor de groei van het vruchtlichaam. De hyfen zijn hyaliene en dunwandig. Ze hebben geen gespen, zijn eenvoudig gesepteerd en 3 tot 5 µm breed. De soort heeft geen cystidia. Hun basidia zijn hyaliene, knotsvormig, 12-16 × 4-5 µm groot en knotsachtig van vorm. Aan de basis zijn ze gewoon gesepteerd, ze hebben vier sterigmata. De sporen van de schimmel zijn ellipsvormig van vorm, 4,5–5,5 × 3–3,5 µm groot, glad en dunwandig en hyaliene. Ze blijven vaak bij elkaar.

## Verspreiding
De bekende verspreiding van het gesploos vliesje omvat grote delen van Eurazië en Noord-Amerika. In Europa wordt het beschouwd als een veel voorkomende en wijdverspreide soort. In Nederland komt het vrij zeldzaam voor. Het staat niet op de rode lijst en is niet bedreigd.